# Jaimie Alexander
Jaimie Alexander (nascida Jaimie Lauren Tarbush, Greenville, Carolina do Sul, 12 de março de 1984) é uma atriz norte-americana.

## Biografia
Nascida na Carolina do Sul, e foi criada em Grapevine, Texas antes de se mudar para Los Angeles.  Ela tem quatro irmãos.

## Carreira
É conhecida por interpretar Jessi XX a partir da 2ª temporada da famosa série Kyle XY, exibida nos EUA pelo canal ABC Family.
Ela anteriormente interpretou "Caitlin Porter" na telenovela Watch Over Me, do canal MyNetworkTV.  Alexander apareceu nos filmes The Other Side e Squirrel Trap além de um papel importante em Rest Stop, bem como nas séries It's Always Sunny in Philadelphia do canal FX e Standoff, da FOX.
Em julho de 2010, foi relatado que Alexander tinha sido escalada para o filme Loosies. Em outubro de 2010, foi relatado que Alexander foi escalada para o elenco de Nurse Jackie, participando de três episódios lançados no ano seguinte.
Em 2011 ela interpretou Sif no filme Thor. No mesmo ano, ela participou de dois episódios da série Covert Affairs. Ela também participou do filme Savannah, com lançamento em 2012.
Em 2013 ela interpretou a policial Sarah Torrance em The Last Stand, ao lado de Arnold Schwarzenegger.
Atualmente é protagonista da série Blindspot, onde interpreta Jane Doe, ao lado do ator Sullivan Stapleton.

## Vida pessoal
Alexander começou a namorar o ator Peter Facinelli no final de 2012. O fim do relacionamento foi anunciado em fevereiro de 2016. Ela namorou também  o ator Tom Pelphrey, mas o relacionamento terminou em agosto de 2019.

## Filmografia

### Filmes

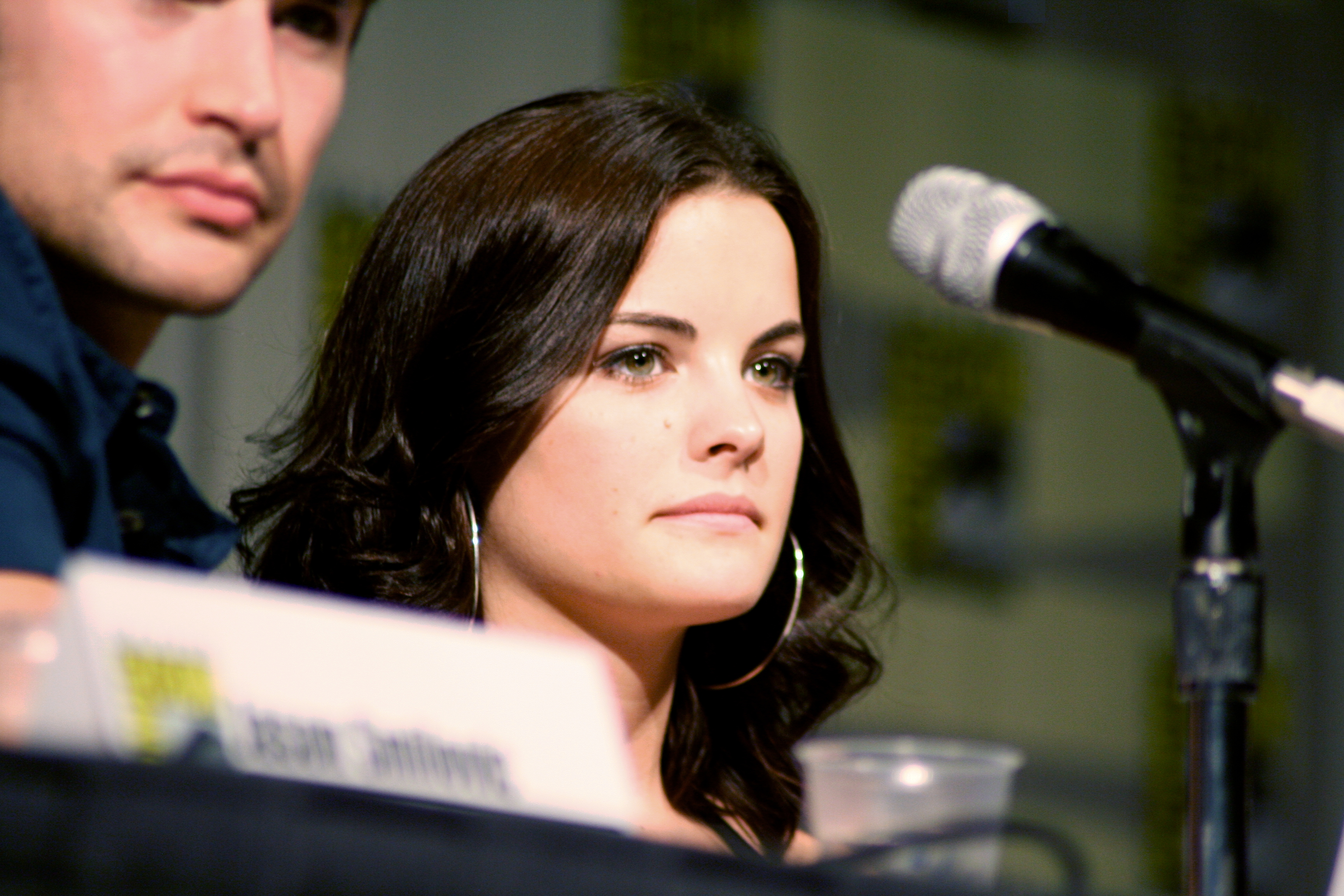
Jaimie Alexander na San Diego Comic-Con International em 2008.

| Ano  | Título                 | Papel          | Notas                |
| ---- | ---------------------- | -------------- | -------------------- |
| 2004 | Squirrel Trap          | Sara           |                      |
| 2006 | The Other Side         | Hanna Thompson |                      |
| 2006 | Rest Stop              | Nicole Carrow  | Diretamente em vídeo |
| 2007 | Hallowed Ground        | Liz Chambers   | Diretamente em vídeo |
| 2008 | Here Lies Revelations  | A Irmã         | Curta-metragem       |
| 2010 | Love and Other Drugs   | Carol          | Sem créditos         |
| 2011 | Thor                   | Sif            |                      |
| 2011 | The Birds of Anger     | Annie          | Curta-metragem       |
| 2012 | Loosies                | Lucy           |                      |
| 2013 | The Last Stand         | Sarah Torrance |                      |
| 2013 | Intersection           | Taylor Dolan   |                      |
| 2013 | Savannah               | Lucy Stubbs    |                      |
| 2013 | Thor: The Dark World   | Sif            |                      |
| 2016 | Broken Vows            | Tara           |                      |
| 2018 | London Fields          | Hope           |                      |
| 2022 | Thor: Love and Thunder | Sif            | Pós Produção         |

### Televisão
| Ano  | Título                            | Papel              | Notas                                                                                                   |
| ---- | --------------------------------- | ------------------ | --- |
| 2005 | It's Always Sunny in Philadelphia | Tammy              | Episódio: "Underage Drinking: A National Concern"                                                       |
| 2006 | Standoff                          | Barrista           | Episódio: "Piloto"                                                                                      |
| 2006 | Watch Over Me                     | Caitlin Porter     | 58 episódios (2006-2007)                                                                                |
| 2007 | Kyle XY                           | Jessi XX           | 33 episódios (2007-2009)                                                                                |
| 2009 | CSI: Miami                        | Jenna York         | Episódio: "Flight Risk"                                                                                 |
| 2009 | Bones                             | Molly Briggs       | Episódio: "The Beaver in the Otter"                                                                     |
| 2010 | Ultradome                         | Han Solo           | Episódio: "Han Solo vs. Indiana Jones"                                                                  |
| 2011 | Nurse Jackie                      | Tunie Peyton       | 3 episódios                                                                                             |
| 2011 | Covert Affairs                    | Reva Kline         | 2 episódios                                                                                             |
| 2012 | Perception                        | Nicky Atkins       | Episódio: "Messenger"                                                                                   |
| 2014 | Agents of S.H.I.E.L.D.            | Sif                | Episódio: "Yes Men"                                                                                     |
| 2015 | Agents of S.H.I.E.L.D.            | Sif                | Episódio: " Who You Really Are"                                                                         |
| 2015 | Blindspot                         | Jane Doe           | Personagem Principal                                                                                    |
| 2015 | The Brink                         | tenente Gail Sweet | 4 episódios                                                                                             |
| 2021 | Loki                              | Sif                | Episódio: "The Nexus Event"                                                                             |
| 2021 | What If...?                       | Lady Sif (voz)     | Episódios: "E se ... o mundo perdesse seus heróis mais poderosos?" E "E se ... Thor fosse filho único?" |